# 사랑도 통역이 되나요?
《사랑도 통역이 되나요?》(영어: Lost In Translation)는 2003년에 개봉한 스칼릿 조핸슨, 빌 머리 주연의 로맨틱 코미디 드라마 영화이다. 도쿄로 여행을 온 두 미국인 남녀 사이에서 벌어지는 일을 그리고 있다.
원제는 'Lost In Translation'(로스트 인 트랜슬레이션)이지만 필름2.0 김세윤 기자(현 영화만담가)의 저서 '헐크 바지는 왜 안 찢어질까?'에 따르면 영화 개봉 당시 배급사 측에서 원제로 개봉할 시 관객들이 영화 내용을 SF 영화로 오해할 소지가 있다고 하여 번역된 제목을 붙이게 되었다고 한다.

## 줄거리
밥 해리스는 번아웃 증후군에 시달리는 미국 영화 배우로, 산토리의 히비키 위스키 광고 출연을 위해 도쿄에 도착한다. 그는 고급스러운 파크 하얏트 도쿄에 머물며 25년 결혼 생활의 문제와 중년기 위기로 인해 비참함을 느낀다.
샬럿은 호텔에 머무는 또 다른 미국인으로, 유명 사진작가인 남편 존이 일하는 동안 동반하는 젊은 예일 철학과 졸업생이다. 샬럿 역시 결혼 생활에 의문을 품고 미래에 대한 불안감으로 비슷한 실망감을 느끼고 있다. 그들은 모두 도쿄에서 시차증과 문화 충격을 겪으며 힘들어하고, 호텔 주변을 배회하며 시간을 보낸다. 샬럿은 우연히 이케바나를 시도하기도 한다.
샬럿은 영화 홍보를 위해 호텔에 머무는 켈리라는 공허한 할리우드 여배우에게 혐오감을 느낀다. 켈리는 샬럿과 존과 우연히 마주치고, 존과 함께 했던 이전 사진 촬영에 대해 떠들어댄다. 밥과 샬럿은 호텔에서 자주 마주치다가 결국 호텔 바에서 인연을 맺기 시작한다.
몇 차례 만남 후, 존이 도쿄 외곽에서 촬영을 하는 동안 샬럿은 밥을 시내로 초대하여 현지 친구들을 만나게 한다. 그들은 도쿄에서 함께 밤을 보내며 도시의 밤문화를 경험하고 노래방에서 노래를 부른다. 며칠 동안 밥과 샬럿은 더 많은 시간을 함께 보내며 우정을 돈독히 한다. 어느 날 밤, 둘 다 잠 못 이루는 밤에 텔레비전을 보며 사케를 마시던 중, 샬럿의 개인적인 불확실성과 그들의 결혼 생활에 대해 친밀한 대화를 나눈다.
밥은 아내와 냉담한 대화를 나눈 후, 호텔 바의 재즈 가수와 밤을 보낸다. 다음 날 아침 샬럿은 밥의 방에서 여자가 노래하는 것을 듣게 되고, 그날 늦게 함께 샤부샤부 점심을 먹는 동안 밥과 샬럿 사이에 긴장감이 흐른다. 저녁에 두 사람은 다시 만나고 밥은 다음 날 도쿄를 떠날 것이라고 밝힌다.
밥과 샬럿은 화해하고 서로를 그리워할 것이라고 표현하며 호텔 바를 마지막으로 방문한다. 다음 날 아침, 밥이 호텔을 떠날 때, 그와 샬럿은 진심 어린 작별 인사를 나누지만 만족스럽지는 않다. 공항으로 가는 밥의 택시 안에서, 그는 혼잡한 길거리에서 샬럿을 보고 차를 세운 다음 그녀에게 걸어간다. 그는 그녀를 안아주고 귀에 무언가를 속삭인다. 두 사람은 키스를 나누고 밥이 떠나기 전에 작별 인사를 나누는데, 밥은 처음으로 미소를 짓는다.

## 출연
- 빌 머리 - 밥 해리스 역
- 스칼릿 조핸슨 - 샬럿 역
- 지어바니 리비시 - 존 역
- 애나 패리스 - 켈리 역
- 하야시 후미히로 - 찰리 역
- 캐서린 램버트 - 재즈 가수 역
- 마슈 미나미 - 본인 역
- 후지와라 히로시 - 파티 손님 역
- 히로밋쿠스 - 나이트클럽 손님 역
- 야마구치 아키라 - 호텔 급사 역

## 우리말 녹음
SBS 성우진 (2007년 7월 21일)
- 장광 - 밥(빌 머리)
- 은영선 - 샬럿(스칼릿 조핸슨)
- 엄상현 - 존(지어바니 리비시)
- 이연희 - 밥의 아내(낸시 스타이너) / 일본인(나오 아스카)
- 손선근 - 광고 사진가(데쓰로 나카)
- 이철용 - 찰리(하야시 후미히로)
- 김호성 - 켈리의 친구 / 호텔 직원
- 류다무현 - 미국인 사업가(그레고리 피카) / 일본인
- 김지혜 - 켈리(애나 패리스) / 샬럿의 친구
- 이자옥 - 가와사키(다케시타 아키코)
- 홍진욱 - 미국인 사업가(리처드 앨런) / 바텐더(다나카 고이치)